# Jock Hutchison
Jack Fowler "Jock" Hutchison, Jr., né le 6 juin 1884 et mort le 27 septembre 1977, est un golfeur américain, né en Écosse.
Jock Hutchison est né à St Andrews (Écosse) mais s'installe plus tard aux États-Unis avant de prendre la citoyenneté américaine. Il a remporté deux titres de grand chelem : le PGA Championship en 1920 et l'Open britannique à l'Old Course de St Andrews en 1921. Il est le premier Américain à s'imposer à l'Open britannique, ayant obtenu la nationalité une année auparavant, le premier Américain né aux États-Unis ayant remporté ce titre a été Walter Hagen en 1922.
En 1937, Hutchison remporte le tournoi inaugural du PGA Seniors' Championship à Augusta, il remporte de nouveau ce tournoi en 1947. Il meurt en 1977 à l'âge de 93 ans à Evanston en Illinois.
En 2011, il est introduit au sein du World Golf Hall of Fame.

## Palmarès
- Vainqueur de l'Open britannique : 1921.
- Vainqueur du PGA Championship : 1920.
- Vainqueur du PGA Seniors' Championship : 1937 et 1947.